# Gekijōban Inazuma Eleven GO vs Danball senki W
Gekijōban Inazuma Eleven GO vs Danball senki W (劇場版イナズマイレブンGO vs ダンボール戦機W?, Gekijōban Inazuma Irebun Gō buiesu Danbōru senki daburu, lett. "Inazuma Eleven GO contro Danball senki W - Il film") è un film d'animazione giapponese del 2012 che funge da crossover tra Inazuma Eleven GO e Danball senki W, due serie anime tratte da videogiochi della Level-5, rispettivamente Inazuma Eleven GO, quarto della serie Inazuma Eleven, e Danball senki W, secondo della serie Danball senki (l'anime è conosciuto in Italia come Little Battlers eXperience). Nel film compaiono anche i personaggi della serie Inazuma Eleven GO Chrono Stones. Il film è uscito in Giappone il 1º dicembre 2012. È il terzo film per la saga di Inazuma Eleven, ed il primo per Little Battlers eXperience. È inedito in Italia.
L'episodio 42 della serie anime Danball senki W, intitolato Inadan aki no bakunetsu gattai supesharu (イナダン秋の爆熱合体スペシャル? lett. "Speciale d'autunno della combinazione esplosiva di Inadan", dove quest'ultima parola indica Inazuma Eleven e Danball senki) e trasmesso il 21 novembre 2012, è ambientato prima del film.

## Trama
Il film è ambientato in un mondo parallelo dopo il viaggio della Raimon nella Cina dei Tre Regni in Inazuma Eleven GO Chrono Stones. La nuova nazionale giapponese, la Shinsei Inazuma Japan, sta giocando contro la Inazuma Legend Japan, squadra formata da alcuni membri della vecchia Inazuma Japan ora adulti, quando un'orda di robot LBX controllati da Van e Hiro appare all'improvviso per minacciare il quieto vivere. Mark Evans (Mamoru Endō) e gli altri adulti sono di nuovo in pericolo e chiedono ad Arion Sherwind (Tenma Matsukaze) di prendersi cura di tutti. Riccardo Di Rigo (Takuto Shindō), Victor Blade (Kyōsuke Tsurugi) e Arion Sherwind tentano di fermarli usando i loro Spiriti Guerrieri (Keshin) in modalità Armatura (Keshin Armed), ma falliscono. Gli LBX devastano lo stadio e i giocatori della Inazuma Legend Japan spariscono. Quelli della Shinsei Inazuma Japan vengono salvati da Clark von Wunderbar (Clark Wonderbot) in arrivo con la Macchina del Tempo Inazuma (Inazuma TM Caravan). Compaiono quindi Aster (Asta), Sterne (San) e Flora (Fran), che sembrano poter cancellare il mondo e farlo tornare al suo stato naturale ricostruendolo. Aster ha una squadra di calcio, i The Despairadoes, e il suo obiettivo è distruggere il calcio. San vuole cancellare gli LBX ed è in grado di controllarne molti nello stesso tempo.

## Personaggi
La maggior parte dei personaggi ha anche un nome occidentale usato nelle versioni europee, dato che sono comparsi nei videogiochi e nelle serie televisive doppiati.

### Personaggi diInazuma Eleven

#### Shinsei Inazuma Japan (新生イナズマジャパン)
La nuova nazionale giapponese. Affronta la precedente nazionale giapponese e in seguito i Destructchers. Il nome significa "Inazuma Japan della rinascita". Appare anche nel gioco Inazuma Eleven GO Chrono Stones. Nell'anime Inazuma Eleven GO Galaxy è presente una squadra con nome originale Shinsei Inazuma Japan, con giocatori diversi: gli unici in comune sono Arion, Riccardo e Victor. Nel gioco e nella versione italiana dell'anime quest'ultima squadra è invece chiamata solo Inazuma Japan, come la vecchia squadra di Inazuma Eleven 3.
Jean-Pierre "J.P." Lapin, nome originale Shinsuke Nishizono (西園 信助?, Nishizono Shinsuke), portiere, numero 20
Doppiato da Haruka Tomatsu
Gabriel "Gabi" Garcia, nome originale Ranmaru Kirino (霧野 蘭丸?, Kirino Ranmaru), difensore, numero 3
Doppiato da Yū Kobayashi
Aitor Cazador, nome originale Masaki Kariya (狩屋 マサキ?, Kariya Masaki), difensore, numero 15
Doppiato da Yūki Tai
Goldie Lemmon, nome originale Kinako Nanobana (菜花 黄名子?, Nanobana Kinako), difensore, numero 78
Doppiata da Aoi Yūki
Njord Snio, nome originale Hyōga Yukimura (雪村 豹牙?, Yukimura Hyōga), centrocampista, numero 6
Doppiato da Junta Terashima
Arion Sherwind, nome originale Tenma Matsukaze (松風 天馬?, Matsukaze Tenma), centrocampista e capitano, numero 8
Doppiato da Yuka Terasaki
Riccardo Di Rigo, nome originale Takuto Shindō (神童 拓人?, Shindō Takuto), centrocampista, numero 9
Doppiato da Mitsuki Saiga
Fey Rune (フェイ・ルーン?, Fei Rūn), centrocampista, numero 11
Doppiato da Akiko Kimura
Ryoma Nishiki, nome originale Ryōma Nishiki (錦 龍馬?, Nishiki Ryōma), centrocampista, numero 14
Doppiato da Ryō Iwasaki
Bailong, nome originale Hakuryū (白竜?), attaccante, numero 7
Doppiato da Jun Fukuyama
Victor Blade, nome originale Kyōsuke Tsurugi (剣城 京介?, Tsurugi Kyōsuke), attaccante, numero 10
Doppiato da Takashi Ōhara
Sol Daystar, nome originale Taiyō Amemiya (雨宮 太陽?, Amemiya Taiyō), attaccante, numero 18
Doppiato da Takuya Eguchi

#### Inazuma Legend Japan (イナズマレジェンドジャパン,Inazuma Rejendo Japan)
Squadra che affronta la Shinsei Inazuma Japan e viene catturata da Asta, il capitano dei Destructchers. I suoi membri sono i membri della Inazuma Japan di Inazuma Eleven 3 ora adulti, tranne Darren LaChance, Tod Ironside, Scott Banyan, Thor Stoutberg, Archer Hawkins, Jordan Greenway e Austin Hobbes. Compare anche nei giochi Inazuma Eleven GO Chrono Stones e Inazuma Eleven GO Strikers 2013, nei quali ogni giocatore ha un Mixi Max con sé stesso quando era ragazzo.
Mark Evans, nome originale Mamoru Endō (円堂 守?, Endō Mamoru), portiere e capitano, numero 1
Doppiato da Junko Takeuchi
Nathan Swift, nome originale Ichirōta Kazemaru (風丸 一郎太?, Kazemaru Ichirōta), difensore, numero 2
Doppiato da Yuka Nishigaki
Jack Wallside, nome originale Heigorō Kabeyama (壁山 塀吾郎?, Kabeyama Heigorō), difensore, numero 3
Doppiato da Megumi Tano
Hurley Kane, nome originale Jōsuke Tsunami (綱海 条介?, Tsunami Jōsuke), difensore numero 4
Doppiato da Shūhei Sakaguchi
Caleb Stonewall, nome originale Akio Fudō (不動 明王?, Fudō Akio), centrocampista, numero 8
Doppiato da Yūki Kaji
Shawn Froste, nome originale Shirō Fubuki (吹雪 士郎?, Fubuki Shirō), attaccante, numero 9
Doppiato da Mamoru Miyano
Axel Blaze, nome originale Shūya Gōenji (豪炎寺 修也?, Gōenji Shūya), attaccante, numero 10
Doppiato da Hirofumi Nojima
Jude Sharp, nome originale Yūto Kidō (鬼道 有人?, Kidō Yūto), centrocampista, numero 14
Doppiato da Hiroyuki Yoshino
David Samford, nome originale Jirō Sakuma (佐久間 次郎?, Sakuma Jirō), difensore, numero 16
Doppiato da Daisuke Kishio
Kevin Dragonfly, nome originale Ryūgo Someoka (染岡 竜吾?, Someoka Ryūgo), centrocampista, numero 17
Doppiato da Yasuyuki Kase
Xavier Schiller, nome originale Hiroto Kira (吉良 ヒロト?, Kira Hiroto), prima conosciuto come Xavier Foster, nome originale Hiroto Kiyama (基山 ヒロト?, Kiyama Hiroto), attaccante, numero 18
Doppiato da Takahiro Mizushima

#### Altri
Skie Blue, nome originale Aoi Sorano (空野 葵?, Sorano Aoi), manager
Doppiata da Sayaka Kitahara
Jade Greene, nome originale Midori Seto (瀬戸 水鳥?, Seto Midori), manager
Doppiata da Mina
Rosie Redd, nome originale Akane Yamana (山菜 茜?, Yamana Akane), manager
Doppiata da Yurin
Prof. Crossword Criptix, nome originale Dr. Crossword Arno (クロスワード・アルノ博士?, Kurosuwādo Aruno hakase)
Doppiato da Naomi Kusumi
Clark von Wunderbar, nome originale Clark Wonderbot (クラーク・ワンダバット?, Kurāku Wandabatto)
Doppiato da Hiroyuki Yoshino
Chester Horse Sr., nome originale Ōshō Kakuma (角馬 王将?, Kakuma Ōshō), cronista sportivo
Doppiato da Tetsu Inada

### Personaggi diLittle Battlers eXperience
Van Yamano (山野 バン?, Yamano Ban)
Doppiato da Megumi Kubota
LBX:
- Ikaros Zero (イカロス・ゼロ?, Ikarosu Zero), nella versione Ikaros Raimon Zero (イカロス雷門ゼロ?, Ikarosu Raimon Zero), che compare solo nel film, i cui colori sono basati sulla divisa della Raimon;
- Odin MK2 (オーディーンMK-2?, Ōdin Maku Tsū)

Hiro Hughes, nome originale Hiro Ōzora (大空 ヒロ?, Ōzora Hiro)
Doppiato da Hiro Shimono
LBX:
- Ikaros Force (イカロス・フォース?, Ikarosu Fōsu), nella versione Ikaros Raimon Force (イカロス雷門フォース?, Ikarosu Raimon Fōsu), che compare solo nel film, i cui colori sono basati sulla divisa della Raimon;
- Achilles D9 (アキレスD9?, Akiresu Dī Nain)

Justin Kaido, nome originale Jin Kaidō (海道 ジン?, Kaidō Jin)
Doppiato da Hisafumi Oda
LBX: Triton (トリトーン?, Toritōn)
Ran Hanasaki (花咲 ラン?, Hanasaki Ran)
Doppiata da Kana Hanazawa
LBX: Minerva Kai (ミネルバ改?, Mineruba Kai), compare solo nel film e nel gioco Danball senki W;
Yuuya Haibara (灰原 ユウヤ?, Haibara Yuuya)
Doppiato da Yūki Kaji
LBX: Ryuubi (リュウビ?)
Jessica Kaios (ジェシカ・カイオス?, Jessika Kaiosu)
Doppiata da Eri Kitamura
LBX: Jeanne D (ジャンヌD?, Jannu Dī)
Asuka Kojō (古城 アスカ?, Kojō Asuka)
Doppiata da Ryōko Shiraishi
LBX: Vampire Cat (ヴァンパイアキャット?, Vanpaia Kyatto)
Amy Cohen, nome originale Ami Kawamura (川村 アミ?, Kawamura Ami)
Doppiata da Marina Inoue
LBX: Pandora (パンドラ?)
Kazuya Walker, nome originale Kazuya Aoshima (青島 カズヤ?, Aoshima Kazuya)
Doppiato da Daisuke Namikawa
LBX: Achilles Deed (アキレス・ディード?, Akiresu Dīdo)

### Nuovi personaggi

#### I Distruttori (Destructchers, デストラクチャーズ,Desutorakuchāzu)
Una squadra di calcio creata da Aster, che affronta la New Inazuma Japan venendo alla fine sconfitta per 3-2. Tutti gli altri membri della squadra sono Doppioni, cioè Spiriti Guerrieri creati da Aster, chiamati High Dupli nella versione originale (ハイデュプリ?, Hai Dyupuri). Compare anche nei giochi Inazuma Eleven GO Chrono Stones e Inazuma Eleven GO Strikers 2013. Nei giochi ne fa parte anche Flora e Sterne. La squadra ha un nome europeo perché comparsa nel gioco Inazuma Eleven GO Chrono Stones.
Lotus (ロータス?, Rōtasu), portiere, numero 1

Doppiato da Shūhei Sakaguchi

Ha i capelli e la barba marrone-biondo, un segno grigio sulla faccia, gli occhi gialli e le occhiaie. È di corporatura grossa. Usa le tecniche:
- Buco Bianco (Shining Hole, シャイニングホール?, Shainingu hōru):

Lotus crea un buco lucente che blocca la palla e in seguito si chiude facendola scomparire.
- Nuvole Rosse (Destiny Cloud, ディスティニークラウド?, Disutinī kuraudo):

Lotus crea dalla mano destra un tornado rosso-nero che blocca la palla e la fa finire nella stessa mano.
Magnol, nome originale Mokuren (モクレン?), difensore, numero 2

Doppiato da Yūichi Nakamura

Ha i capelli marrone chiaro, gli occhi neri e le occhiaie. È basso e di corporatura grossa.
Tulip, nome originale Chūri (チューリ?), difensore, numero 3

Doppiata da Megumi Tano

Ragazza con i capelli marrone chiaro che puntano verso l'alto, gli occhi arancioni e le occhiaie.
Argyr, nome originale Māgaru (マーガル?), difensore, numero 4

Doppiato da Hirofumi Nojima

Ha i capelli marrone chiaro che puntano verso l'alto, la pelle scura e gli marrone chiaro.
Laven (ラベン?, Raben), centrocampista, numero 5

Doppiato da Kensuke Satō

Ha i capelli marrone chiaro che tendono a essere quasi gialli e che coprono dei capelli grigi, gli occhi neri e la barba grigia.
Viol, nome originale Viola (ビオラ?, Biora), centrocampista, numero 6

Doppiato da Ryō Iwasaki

Ha i capelli marrone chiaro, la pelle scura e gli occhi marroni. È di corporatura muscolosa.
Dandy, nome originale Dande (ダンデ?), centrocampista, numero 7

Doppiato da Yasuyuki Kase

Ha i capelli marrone chiaro e gli occhi gialli ed è di corporatura muscolosa.
Chamomile, nome originale Kamomi (カモミ?), centrocampista, numero 8

Doppiata da Mina

Ragazza con lunghi capelli marrone chiaro che gli coprono un occhio, tenuti in una coda, e occhi arancioni. È di statura alta.
Orchid, nome originale Okiddo (オキッド?), centrocampista, numero 9

Doppiato da Takahiro Mizushima

Ha i capelli marrone chiaro e gli occhi gialli.
Aster, nome originale Asta (アスタ?, Asuta), attaccante e capitano, numero 10

Doppiato da Ryōhei Kimura

Uno dei tre principali antagonisti del film, con la sorella Fran e il fratello San. Ha i capelli bianchi con una fascia azzurra che li attraversa e gli occhi arancioni. Usa:
- Spirito Guerriero: Konton no Ō Astarot (混沌の王アスタロト?, Konton no Ō Asutarotto, lett. "Re della Confusione Astarot"):

Uno Spirito Guerriero simile a Zodiaco, Principe del Piano Astrale di Zanark Avalonic. Aster lo usa solo nel gioco.
- Prigione Purpurea (Red Prison, レッドプリズン?, Reddo purizun):

Tecnica con Spirito Guerriero usata solo nel gioco: Konton no Ō Astarot rinchiude la palla in una gabbia rossa; dopodiché, dà energia alla palla, che si carica di elettricità, e Aster tira con le suole dei piedi, spedendo in porta la palla racchiusa nella gabbia.
- Portale Ultradimensionale (Dimension Storm, ディメンションストーム?, Dimenshon sutōmu):

Aster lancia la palla in aria, poi salta e la colpisce generando intorno un'aura viola a forma di stella ninja con due strati di energia: uno rosso e uno nero. A questo punto Aster tira la palla colpendola con le suole dei piedi, ed essa si dirige in porta avvolta da un tornado viola.
- Asteriroccia (Asterisk Rock, アスタリスクロック?, Asutarisuku rokku):

Aster evoca dal terreno degli speroni di roccia e colpisce il terreno lanciando l'avversario in aria e colpendolo con gli speroni, che formano un asterisco, e rubandogli la palla. Può essere usata anche per fermare i tiri.
Gentian, nome originale Genius (ジニアス?), attaccante, numero 11

Doppiato da Yuka Nishigaki

Ha i capelli biondi, la pelle scura e gli occhi marroni. Usa la tecnica:
- Esplosione di Petali (Floral Despair, フローラルデスペア?, Furōraru desupea):

Gentian evoca un rosa nera e, dopo che la palla ha accumulato energia rosso-nera, la tira in porta con una rovesciata, e la palla lascia una scia di petali.

#### Altri
Flora (nome originale Fran, フラン?, Furan)

Doppiata da Yōko Hikasa

Uno dei tre principali antagonisti del film, con i fratelli Aster e Sterne. È una ragazza dai capelli azzurri e dagli occhi blu, con una personalità gentile. Ha uno speciale potere che le permette di trasformarsi nella "forma nera": i suoi capelli diventano neri e più lunghi, i suoi vestiti diventano neri e gli occhi neri-viola. Inoltre, la "forma nera" attiva anche le modalità Armatura e Mixi Max nello stesso tempo. Nella "forma nera" può giocare a calcio, altrimenti controlla gli LBX. Compare anche nei giochi Inazuma Eleven GO Chrono Stones e Inazuma Eleven GO Strikers 2013, in cui gioca nei Destructchers come attaccante con il numero 12, e in Inazuma Eleven GO Strikers 2013 ne è il capitano. Usa:
- Spirito Guerriero: Konton no Majo Chaos (混沌の魔女カオス?, Konton no majo Kaosu, lett. "Strega della Confusione Chaos"):

Uno Spirito Guerriero che ha un corpo formato da una stella a tre punte. Flora sviluppa con essa la modalità Armatura.
- Mixi Max:

Flora fonde la sua aura con quella della Rosa Nera (くろいばら?, Kuroi Bara), che è appunto una rosa nera. I suoi capelli diventano più lunghi e viola, gli occhi viola scuro e la personalità aggressiva. Con questa fusione ha sviluppato la tecnica Chaos Meteor.
- Colpo Definitivo (Chaos Meteor, カオスメテオ?, Kaosu meteo):

Usata con l'aura della Rosa Nera. Flora avvolge il pallone di energia rosso-nera, creando un grande sfera e tirandola in porta. La si vede usare questa tecnica nel film per fermare Arion.
- Usa altre tecniche nei giochi di Inazuma Eleven (vedere qui)
- LBX: Heliorosa (ヘリオローサ?, Heriorōsa)

Compare solo nel film e nel gioco Danball senki W.
Sterne (nome originale San, サン?)

Doppiato da Megumi Han

Uno dei tre principali antagonisti del film, con il fratello Aster e la sorella Fran. Ha i capelli marrone-grigio e gli occhi neri. Nel film il suo obiettivo è cancellare gli LBX. Compare anche nel gioco Inazuma Eleven GO Chrono Stones, in cui può essere reclutato e gioca come attaccante. I suoi LBX sono Digitonias I (デジトニアスI?, Dijitoniasu wan) e Dijitonias II (デジトニアスII?, Dijitoniasu tsū), che compaiono solo nel film e nel gioco Danball senki W e sono uguali tranne per il colore, rosso per il primo e blu per il secondo.

## Tecniche apparse nel film

### Tecniche diInazuma Eleven
Queste sono le tecniche di Inazuma Eleven usate nel film. Per maggiori informazioni cliccare sui nomi dei personaggi:

#### Spiriti Guerrieri (Keshin)
- Viverna Bianca, Serpente Sacro (Seijū Shining Dragon, 聖獣シャイニングドラゴン?, Seijū Shainingu Doragon, lett. "Bestia Sacra Shining Dragon") di Bailong
- Grande Samurai Musashi (Sengoku Bushin Musashi, 戦国武神ムサシ? lett. "Musashi Dio della Guerra del Sengoku") di Ryoma Nishiki
- Magico Gigante Grandius (Majin Great, 魔神グレイト?, Majin Gureito, lett. "Diavolo Great") di Mark Evans
- Eris, Strega Della Discordia (Konton no Majo Chaos, 混沌の魔女カオス?, Konton no majo Kaosu, lett. "Strega della Confusione Chaos") di Fran, usata solo in modalità Armatura (prima comparsa)
- Super Pegaso Alato (Majin Pegasus Arc, 魔神ペガサスアーク?, Majin Pegasasu Āku, lett. "Diavolo Pegasus Arc") di Arion Sherwind
- Majin Pegasus Arc R (魔神ペガサスアークR?, Majin Pegasasu āku āru, lett. "Diavolo Pegasus Arc R") di Arion Sherwind, usato solo in modalità Armatura (prima comparsa)

#### Mixi Max
- Sol Daystar con Zhuge Liang
- Jean-Pierre Lapin con Liu Bei
- Flora con la Rosa Nera (prima comparsa)

#### Tecniche Micidiali (Hissatsu Waza)
- Giungla Profonda (Deep Jungle,ディープジャングル?, Dīpu janguru) usata da David Samford, Jack Wallside e Nathan Swift (prima comparsa)
- Ariete Inazuma (Inazuma Break, イナズマブレイク?, Inazuma bureiku, lett. "Rottura del lampo") usata da Jude Sharp, Axel Blaze e Mark Evans
- Zona Micidiale Finale (Last Death Zone, ラスト･デスゾーン?, Rasuto desuzōn) usata da Shawn Froste, Xavier Foster e Kevin Dragonfly (prima comparsa)
- Tsunami Siderale (Sparkle Wave, スパークルウェイブ?, Supākuru weibu) usata da Hurley Kane (prima comparsa)
- Testata Inazuma (Gigaton Head, ギガトンヘッド?, Gigaton heddo) usata da Mark Evans (prima comparsa)
- Mano di Grandius (Great the Hand, グレイト・ザ・ハンド?, Gureito za hando) usata da Mark Evans
- Galleria del Vento (Kazaana Drive, 風穴ドライブ?, Kazaana doraibu, lett. "Impulso dello Sfiatatoio") usata da Arion Sherwind (prima comparsa)
- Vento Supremo (God Wind, ゴシドィンド?, Goddo windo) usata da Arion Sherwind (prima comparsa)
- Tornado di Fuoco Doppia Direzione (Fire Tornado Double Drive, ファイアトルネードDD（ダブルドライブ）?, Faia torunēdo daburu doraibu) usata da Arion Sherwind e Victor Blade
- Tornado Di Fuoco TD (Fire Tornado Triple Crusher, ファイアトルネードTC（トリプルクラッシャー）?, Faia torunēdo toripuru kurasshā) usata da Arion Sherwind, Victor Blade e Goldie Lemmon (prima comparsa)
- Mano Di Luce Doppia (God Hand W, ゴッドハンドW?, Goddo hando daburu) usata da Arion Sherwind con tutta la Shinsei Inazuma Japan, i personaggi di Little Battlers eXperience e Asta e Fran (prima comparsa, ma una tecnica simile senza nome usata da Mark Evans si era già vista nella prima serie di Inazuma Eleven)
- Inno dei Tre Regni (Taikoku Ōka, 大国謳歌? lett. "Elogio della Grande Nazione") usata da Jean-Pierre Lapin in modalità Mixi Max (prima comparsa)
- Drago Dracocanio (Dragon Blaster, ドラゴンブラスター?, Doragon burasutā) usata da Bailong (prima comparsa)
- Uragano Bianco (White Hurricane, ホワイトハリケーン?, Howaito harikēn) usata da Bailong
- Leopardo delle Nevi (Panther Blizzard, パンサーブリザード?, Pansā burizādo) usata da Njord Snio
- Raggio Accecante (Sunshine Storm, サンシャインストーム?, Sanshain sutōmu) usata da Sol Daystar (prima comparsa)
- Scivolata Scintillante (Spark Edge Dribble, スパークエッジドリブル?, Supāku ejji doriburu) usata da Sol Daystar (prima comparsa)
- Cielo e Terra (Tenchi Raimei, 天地雷鳴? lett. "Fulmine di Cielo e Terra") usata da Sol Daystar in modalità Mixi Max (prima comparsa)
- Portale Ultradimensionale (Dimension Storm, ディメンションストーム?, Dimenshon sutōmu) usata da Aster (prima comparsa)
- Asteriroccia (Asterisk Rock, アスタリスクロック?, Asutarisuku rokku) usata da Aster (prima comparsa)
- Buco Bianco (Shining Hole, シャイニングホール?, Shainingu hōru) usata da Lotus (prima comparsa)
- Nuvole Rosse (Destiny Cloud, ディスティニークラウド?, Disutinī kuraudo) usata da Lotus (prima comparsa)
- Esplosione di Petali (Floral Despair, フローラルデスペア?, Furōraru desupea) usata da Gentian (prima comparsa)

#### Tattiche Micidiali (Hissatsu Tactics)
Nel film compare per la prima volta la tattica Virtuoso Vulcanico (Kami no Takuto Fire Illusion, 神のタクトFI（ファイアイリュージョン）?, Kami no takuto faia iryūjon, lett. "Bacchetta di Dio Fire Illusion"), versione potenziata del Virtuoso (Kami no Takuto), con la differenza che dalle mani di Riccardo Di Rigo partono dei raggi di fuoco. È usata anche dall'El Dorado Team 2 (El Dorado Team 02) nel gioco Inazuma Eleven GO Chrono Stones e nell'anime omonimo, e anche in Inazuma Eleven GO Galaxy sarà la tattica dell'Inazuma Japan e della Earth Eleven.

### Modalità di Attacco Speciale (Hissatsu Function) diLittle Battlers eXperience
- Thunder Burst (サンダーバースト?, Sandā bāsuto) di Ikaros Zero (prima comparsa nell'anime)
- Raijinken (雷神拳? lett. "Pugno del dio del fulmine") di Minerva Kai (prima comparsa nell'anime)
- Sferzata Primordiale (Big Bang Slash,ビッグバンスラッシュ?, Biggu bangu surasshu) di Ikaros Force (prima comparsa nell'anime). Il nome italiano è stato rivelato nel videogioco di Inazuma Eleven GO Chrono Stones usato dal protagonista Hiro Hughes come tecnica di tiro.
- Fulgore Maestoso (Glorious Ray, グロリアスレイ?, Guroriasu rei) di Ikaros Zero (prima comparsa nell'anime). Il nome in italiano è stato rivelato nel videogioco di Inazuma Eleven GO Chrono Stones usato dal protagonista Van Yamano come tecnica di tiro.
- Drill Slasher (ドリルスラッシャー?, Doriru surashā) di Ryuubi (prima comparsa nell'anime)
- Grand Wall (グランドウォール?, Gurando wōru) di Triton (prima comparsa nell'anime)
- Whale Cannon (ホエールキャノン?, Hoēru kyanon) di Vampire Cat (prima comparsa nell'anime)
- Tempest Blade (テンペストブレイド?, Tenpesuto bureido) di Ikaros Force (prima comparsa nell'anime)
- Double Zero Sword (00ソード?, Daburu zero sōdo) di Ikaros Force (usa Ikaros Zero come un'arma)
- Meteor Braker (メテオブレイカー?, Meteo bureikā) di Ikaros Zero (usa Ikaros Force come un'arma)
- Ocean Blast (オーシャンブラスト?, Ōshan burasuto) di Triton
- Dai Shinkūzan (大真空斬? lett. "Grande taglio del vuoto") di Achilles D9 (prima comparsa nell'anime)
- Meteor Striker (メテオストライク?, Meteo sutoraiku) di Minerva Kai (prima comparsa nell'anime)
- Lancia Gungnir (Gungnir, グングニル?, Gunguniru) di Odin MK-2
- Double Ray Wing (ダブルレイウィング?, Daburu rei wingu) di Odin MK-2 e Achilles D9

### Tecniche apparse solo nei trailer del film
Alcune tecniche sono state mostrate nei trailer del film, ma non sono poi apparse nel film: esse sono gli Spiriti Guerrieri Maestro Spadaccino Lancelot (Kensei Lancelot, 剣聖ランスロット?, Kensei Ransurotto) di Victor Blade e Direttore d'Orchestra (Sōsha Maestro, 奏者マエストロ?, Sōsha maesutoro, lett. "Strumentista Maestro") di Riccardo Di Rigo e la Tecnica Micidiale Impetto Doppio (Great Blaster, グレイトブラスター?, Gureito burasutā) usata da Victor Blade e Bailong (sarebbe stata la sua prima comparsa).

## Colonna sonora
Sigla di chiusura: Tenohira no nukumori (掌のぬくもり? lett. "Il calore del palmo della mano") dei T-Pistonz+KMC with Little Blue boX

Insert song: Isshoni hokō (一緒に歩こう? lett. "Camminata insieme") dei Little Blue boX with T-Pistonz+KMC

I T-Pistonz+KMC avevano composto tutte le sigle di apertura di Inazuma Eleven, i Little Blue boX quelle di Little Battlers eXperience.

## Versione a fumetti
Con i fotogrammi del film è stato prodotto un anime comic a colori con il suo stesso titolo, pubblicato da Shogakukan il 20 dicembre 2012 (ISBN 978-4-09-141540-0).